# Оскар Піно
Оскар Піно Індс (ісп. Óscar Pino Hinds; нар. 26 жовтня 1993) — кубинський борець греко-римського стилю, срібний та триразовий бронзовий призер чемпіонатів світу, чотириразовий чемпіон, срібний та дворазовий бронзовий призер Панамериканських чемпіонатів, чемпіон та срібний призер Панамериканських ігор, Центральноамериканський і Карибський чемпіон, чемпіон [Центральноамериканські і Карибські ігри|Центральноамериканських і Карибських ігор]].

## Життєпис
Боротьбою почав займатися з 2004 року.
Виступає за борцівський клуб «Серро Пеладо» з Гавани. Тренер — Рауль Трухільйо.

## Спортивні результати на міжнародних змаганнях

### Виступи на Чемпіонатах світу
| Змагання                        | Збірна | Вагова категорія                  | Місце  |
| ------------------------------- | ------ | --------------------------------- | ------ |
| Чемпіонат світу з боротьби 2017 | Куба   | греко-римська боротьба, до 130 кг | Бронза |
| Чемпіонат світу з боротьби 2018 | Куба   | греко-римська боротьба, до 130 кг | Бронза |
| Чемпіонат світу з боротьби 2019 | Куба   | греко-римська боротьба, до 130 кг | Срібло |
| Чемпіонат світу з боротьби 2023 | Куба   | греко-римська боротьба, до 130 кг | Бронза |

### Виступи на Панамериканських чемпіонатах
| Змагання                                   | Збірна | Вагова категорія                  | Місце  |
| ------------------------------------------ | ------ | --------------------------------- | ------ |
| Панамериканський чемпіонат з боротьби 2016 | Куба   | греко-римська боротьба, до 130 кг | Золото |
| Панамериканський чемпіонат з боротьби 2017 | Куба   | греко-римська боротьба, до 130 кг | Золото |
| Панамериканський чемпіонат з боротьби 2018 | Куба   | греко-римська боротьба, до 130 кг | Золото |
| Панамериканський чемпіонат з боротьби 2019 | Куба   | вільна боротьба, до 125 кг        | Бронза |
| Панамериканський чемпіонат з боротьби 2020 | Куба   | вільна боротьба, до 125 кг        | Бронза |
| Панамериканський чемпіонат з боротьби 2022 | Куба   | греко-римська боротьба, до 130 кг | Золото |
| Панамериканський чемпіонат з боротьби 2023 | Куба   | греко-римська боротьба, до 130 кг | Золото |
| Панамериканський чемпіонат з боротьби 2024 | Куба   | греко-римська боротьба, до 130 кг | Срібло |

### Виступи на Панамериканських іграх
| Змагання                  | Збірна | Вагова категорія                  | Місце  |
| ------------------------- | ------ | --------------------------------- | ------ |
| Панамериканські ігри 2019 | Куба   | вільна боротьба, до 125 кг        | Срібло |
| Панамериканські ігри 2023 | Куба   | греко-римська боротьба, до 130 кг | Золото |

### Виступи на Кубках світу
| Змагання                    | Збірна | Вагова категорія | Місце |
| --------------------------- | ------ | ---------------- | ----- |
| Кубок світу з боротьби 2019 | Куба   | команда          | 5     |

### Виступи на Центральноамериканських і Карибських чемпіонатах
| Змагання                                                       | Збірна | Вагова категорія                  | Місце  |
| -------------------------------------------------------------- | ------ | --------------------------------- | ------ |
| Центральноамериканський і Карибський чемпіонат з боротьби 2018 | Куба   | греко-римська боротьба, до 130 кг | Золото |

| Змагання                                     | Збірна | Вагова категорія                  | Місце  |
| -------------------------------------------- | ------ | --------------------------------- | ------ |
| Центральноамериканські і Карибські ігри 2023 | Куба   | греко-римська боротьба, до 130 кг | Золото |

### Виступи на інших змаганнях
| Змагання                                    | Збірна | Вагова категорія                  | Місце  |
| ------------------------------------------- | ------ | --------------------------------- | ------ |
| Кубок Гранми з боротьби 2015                | Куба   | греко-римська боротьба, до 130 кг | Золото |
| Золотий Гран-прі з боротьби 2016            | Куба   | греко-римська боротьба, до 130 кг | Бронза |
| Cerro Pelado International 2017             | Куба   | греко-римська боротьба, до 130 кг | Золото |
| Турнір Івана Піддубного 2018                | Куба   | греко-римська боротьба, до 130 кг | Бронза |
| Cerro Pelado International 2018             | Куба   | греко-римська боротьба, до 130 кг | Срібло |
| Кубок Тахті 2019                            | Куба   | греко-римська боротьба, до 130 кг | Золото |
| Cerro Pelado International 2019             | Куба   | греко-римська боротьба, до 130 кг | Золото |
| Кубок Гранми і Серро-Пеладо з боротьби 2020 | Куба   | вільна боротьба, до 125 кг        | Золото |
| Гран-прі Франції Анрі Деглана 2023          | Куба   | греко-римська боротьба, до 130 кг | Золото |
| Відкритий чемпіонат Загреба з боротьби 2023 | Куба   | греко-римська боротьба, до 130 кг | Золото |
| Турнір К. У. Кожомкула і Р. Санатбаєва 2023 | Куба   | греко-римська боротьба, до 130 кг | Срібло |
| Відкритий чемпіонат Загреба з боротьби 2024 | Куба   | греко-римська боротьба, до 130 кг | 8      |